# الاستفتاء الدستوري في بيلاروسيا 2022
جرى استفتاء دستوري في بيلاروسيا في 27 فبراير 2022.
وفقًا للمادة 140 من الدستور، يُشترط الحصول على أغلبية الأصوات الصحيحة وكذلك أغلبية الناخبين المسجلين المؤيدين للتغييرات الدستورية حتى تصبح النتيجة صحيحة.

## خلفية
في يناير 2021، أعلن الرئيس ألكسندر لوكاشينكو أنه سيجري إعداد مسودة دستور جديدة بحلول نهاية عام 2021.

## التغييرات المقترحة
في 27 ديسمبر 2021، نُشرت التغييرات المقترحة.
وصرَّح المحللون السياسيون أن إضفاء الشرعية على مجلس الشعب لعموم بيلاروسيا (الذي أنشأه سابقًا لوكاشينكو، ولكن لم يكن لديه سلطات دستورية)، والذي سيصبح هيئة حاكمة مهمة، هو التغيير الرئيسي في الدستور. وذكر العديد من المحللين السياسيين أن لوكاشينكو يمكن أن يصبح رئيسًا لمجلس الشعب لعموم بيلاروسيا ورئيسًا في نفس الوقت، و/ أو يمكنه الانضمام إلى الهيئة بعد رئاسته للتأثير على خليفته (أو خلفائه). أعادت التعديلات اقتصار الرئيس على فترتين رئاسيتين فقط، وهو ما كان قد ألغاه لوكاشينكو في عام 2004، ولكن هذا الحد لن يبدأ إلا بعد الاستفتاء، ومن المرجح أن يسمح ذلك للوكاشينكو بالحكم حتى عام 2035. هناك بند جديد آخر لاحظه المحللون السياسيون وهو الحصانة القانونية الكاملة للرؤساء السابقين عن الأفعال التي جرى تنفيذها أثناء وجودهم في مناصبهم والعضوية الدائمة لأي رئيس سابق في مجلس الجمهورية (مجلس الشيوخ). وشملت التغييرات الأخرى تعريف الزواج على أنه «اتحاد بين الرجل والمرأة». وهناك تغيير آخر في الشروط الواجب توافرها في المُرشَح للرئاسة، حيث يجب أن يكون المُرشَح مواطنًا من بيلاروسيا وعاش فيها لمدة 20 عامًا على الأقل (كانت في السابق 10 سنوات)، وكذلك استبعاد الأفراد الذين حملوا أو يحملون جنسية مزدوجة أو إقامة في الدول الأجنبية من الترشح للمنصب.
يُفترض أن هذه التعديلات مشابهة للتعديل الدستوري في روسيا في عام 2020، وكذلك في كازاخستان.
في 20 يناير 2022، نُشر الإصدار الأخير من التغييرات مع إجراء بعض التغييرات الطفيفة مقارنة بالنسخة الأولية. وفقًا لفالير كارباليفيتش، كان التغيير الوحيد الجدير بالذكر في المادة 4: حيث جرى الإعلان عن «أيديولوجية الدولة البيلاروسية» كأساس للديمقراطية في بيلاروسيا (النص الأصلي ذكر تعدد الأيديولوجيات كأساس).

### تنظيم الاستفتاء
تُدار لجان الانتخابات الإقليمية الانتخابات في بيلاروسيا تحت إشراف لجنة الانتخابات المركزية (CEC)، ويجري اختيار أعضائها من قِبل مختلف المجالس المحلية والمقاطعات والإقليمية. في 26 يناير 2022، اختير 1,857 من 1935 مرشحًا رسميًا كأعضاء في 153 لجنة انتخابية إقليمية. وقد رُفض جميع الممثلين المرشحين لأحزاب وجماعات المعارضة (تقدم 20 طلبًا من 3 أحزاب، ورفضت أحزاب أخرى المشاركة)، في حين اختير 99٪ من الممثلين المعينين لأكبر خمس جمعيات عامة ونقابات عمالية موالية للحكومة. كانت الجمعيات الأكثر تمثيلاً هي الجمعيات العامة المؤيدة للوكاشينكو مثل - اتحاد نقابات العمال في بيلاروسيا (321 عضوًا)، بيلايا روس (150 عضوًا)، اتحاد الإناث البيلاروسية (136 عضوًا)، اتحاد الشباب الجمهوري البيلاروسي (125 عضوًا).
جرى التصويت الأولي في الفترة من 22 إلى 26 فبراير.

### السؤال
- «هل توافق على التعديلات والإضافات لدستور جمهورية بيلاروسيا؟»[1]
- "Ці прымаеце Вы змены і дапаўненні Канстытуцыі Рэспублікі Беларусь?" (باللغة البيلاروسية)
- "Принимаете ли Вы изменения и дополнения Конституции Республики Беларусь?" (باللغة الروسية)

## النقد
نظمت الحكومة مناقشة عامة للتغييرات الدستورية؛ استمرت لمدة 3 أسابيع فقط كانت مليئة بالعطلات الرسمية (رأس السنة، عيد الميلاد الأرثوذكسي، رأس السنة القديمة). قُبض على شخصين على الأقل خلال هذه المناقشات: حيث جرى القبض على رجل متقاعد بعد أن كتب رسالة إلى الصحيفة المحلية، وقُبض على رجل آخر بعد أن اقترح منع الأشخاص صُلع الرأس وذوي الشوارب (إشارة إلى لوكاشينكو) من المشاركة في الانتخابات. وبحسب ما ورد فقد اتُهم الأول بموجب المادة 130 من القانون الجنائي («التحريض على الكراهية أو الفتنة العرقية أو القومية أو الدينية أو غيرها من الكراهية أو الشقاق الاجتماعي»، والتي تصل عقوبتها إلى السجن حتى 5 سنوات)، بينما اتُهم الآخر بموجب المادة 368 الخاصة بـ «إهانة الرئيس»، والتي تصل عقوبتها إلى السجن حتى 4 سنوات). وصف عالِم السياسة البيلاروسي Valer Karbalevich [Карбалевич, Валерий Иванович] قيادة الحكومة للمناقشات حول مشروع التعديلات بأنها تدنيس.
انتقدت المعارضة البيلاروسية بشدة التغييرات المقترحة. وذكر أناتولي ليبيدكو أن الإصلاح الدستوري هو تقليد للتغييرات ويُعد تجاهلًا الدستور في حد ذاته. وشدد على أن بيلاروسيا ستبقى جمهورية ذات «رئاسة فائقة» "superpresidential" ذات «بناء من ثلاثة مستويات» هي (غرفتا البرلمان ومجلس الشعب لعموم بيلاروسيا). وأعرب عن اعتقاده بأن أحد العناوين الرئيسية للدستور الجديد هو الرئيس الروسي فلاديمير بوتين. وذكر المحلل السياسي Andrey Yahorau [Егоров, Андрей Геннадьевич] أن التغييرات الشكلية في تكوين السياسة ستكون حاسمة أثناء «انتقال السلطة».
تُزيل التعديلات المادة 18 التي جاء فيها: «تهدف جمهورية بيلاروسيا إلى جعل أراضيها منطقة خالية من الأسلحة النووية»، مما يجعل حلف الناتو يخشى من أن ذلك قد يسمح بوجود للأسلحة النووية الروسية.
انتقدت المفوضية الأوروبية للديمقراطية من خلال القانون (لجنة البندقية) التغييرات بدعوى أنها يمكن أن تؤدي إلى تفاقم الخلل الحالي في توازن القوى في بيلاروسيا. كما انتقدت العملية الغامضة لتطور التغييرات وعدم تعاون الحكومة والمعارضة والمجتمع المدني والأطراف المعنية الأخرى.
دعت العديد من الشخصيات المُعارِضة مثل سفياتلانا تسيخانوسكايا وبافل لاتوشكو وغيرهما من شخصيات المعارضة الأخرى إلى مقاطعة الاستفتاء من خلال إفساد أوراق الاقتراع بشكل متعمد.

## النتائج
ذكرت لجنة الانتخابات المركزية أن 65.2٪ من المصوتين كانوا مؤيدين للتعديلات، بينما كان 10.1٪ قد صوتوا ضدها، وبلغت نسبة الإقبال 78.6٪. لم تكن النتائج مفاجئة بالنظر إلى سيطرة الحكومة، ولم يكن التحقق الخارجي من تلك النتائج ممكناً بسبب الافتقار إلى مراقبي الانتخابات المستقلين. دعا زعيم المعارضة المنفي تسيخانوسكايا البيلاروسيين إلى استخدام ذلك التصويت للاحتجاج على الغزو الروسي لأوكرانيا. وخرجت احتجاجات في عدة مدن واعتقل ما لا يقل عن 290 متظاهرا مناهضا للحرب.
|                             | الأصوات   | ٪      |
| --------------------------- | --------- | ------ |
| مع                          | 4,440,813 | 86.62  |
| ضد                          | 686165    | 13.38  |
| أصوات غير صالحة / فارغة     | 232493    | -      |
| المجموع                     | 5,359,471 | 100.00 |
| الناخبون المسجلون / الاقبال | 6815667   | 78.63  |
| تاس، سود                    |           |        |

## المراقبة
رفضت أربعة أحزاب معارضة (الحزب المدني المتحد، وحزب الخضر، والحزب الاجتماعي الديمقراطي (مجلس الشعب)، وحزب BPF) مراقبة الاستفتاء، وأرجعت أسباب ذلك إلى الأزمة السياسية والقمع المستمر.